# Boyd Island
Boyd Island ist eine kleine Insel im Gebiet der Vestfoldberge vor der Ingrid-Christensen-Küste des ostantarktischen Prinzessin-Elisabeth-Lands. In der Prydz Bay liegt sie unmittelbar südsüdwestlich von Lugg Island und rund 3,5 km nordnordwestlich der Davis-Station.
Das Antarctic Names Committee of Australia benannte sie 1973 nach Jeffrey J. Boyd, Arzt auf der Davis-Station im Jahr 1970.